# اً
اً، علامت نصب در زبان عربی که در شیوهٔ نگارش فارسی با الف‌بای گرفته شده از عربی به کار می‌رود.
| الفبای فارسی |    |   |    |   |   |
| الف          | ب  | پ | ت  | ث | ج |
| چ            | ‌ ح | خ | د  | ذ | ر |
| ز            | ‌ ژ | س | ‌ ش | ص | ض |
| ط            | ظ  | ع | غ  | ف | ق |
| ک            | گ  | ل | م  | ن | و |
| ه            | ی  |   |    |   |   |
| حروف دیگر    |    |   |    |   |   |
| ء            | آ  | اً | هٔ  | ة |   |

به این علامت تنوین نصب گفته می‌شود. در رسم‌الخط زبان فارسی که شکل حروف مانند الفبای عربی است از این علامت استفاده می‌شود و مانند حرف نون تلفظ می‌شود. در الف‌باهای فارسی که از زبان لاتین گرفته شده‌است این علامت با حرف «N» نشان داده می‌شود و در الفبای تاجیکی برای تنوین نصب علامتی وجود ندارد در این الفبا حرف «نون» با حرف Н نشان داده می‌شود.

## شکل‌های نوشتاری
در الف‌بای فارسی گرفته شده از عربی تنوین نصب به سه شکل نوشته می‌شود: اً، ـاً، ءً

## کاربردهای معنایی
- تا: ابداً؛ تا ابد.
- از: اصلاً؛ از اصل.
- علی ال: غفلتاً؛ علی الغفله.
- از روی: ارفاقاً؛ از روی ارفاق. لطفاً؛ از روی لطف. علماً؛ از روی علم. تفضلاً؛ از روی تفضل.
- بال: فرضاً؛ بالفرض.
- به: تدریجاً؛ به‌تدریج.
- فی ال: فوراً؛ فی الفور.
- به‌طور: کاملاً ً؛ به‌طور کامل.
- برحسب: اتفاقاً؛ برحسب اتفاق؛ و این نصب در همه جا در قافیه اشعار به «آ» تبدیل می‌شود.[۲]

## دیدگاه‌های مختلف
- استفاده از تنوین در واژه‌های فارسی یا با منشأیی غیر از عربی نادرست شمرده می‌شود. از نظر بسیاری از کارشناسان زبان فارسی واژه‌هایی مانند: «گاهاً»، «تلفناً» ،... نادرست است. ابوالحسن نجفی در غلط ننویسیم می‌نویسد: «تنوین قیدساز مخصوص کلمات عربی است و الحاق آن به واژه‌های فارسی یا به واژه‌های مأخوذ از زبان‌های فرنگی غلط است. از استعمال ترکیب‌هایی چون دوماً، جاناً، گاهاً، ناچاراً، تلفناً، تلگرافاً و نظایر این‌ها باید مطلقاً پرهیز کرد.».[۳]
- برخی هنگام نوشتن فارسی با الف‌بای گرفته شده از عربی از حرف نون به جای تنوین استفاده می‌کنند و از کاربرد تنوین اجتناب می‌ورزند. برای مثال می‌نویسند: «مثلن»،[۴] نوشتن تنوین نصب به‌صورت «نون» از دیرباز مطرح بوده‌است چنان‌که محمدپروین گنابادی می‌نویسد: «مرحوم صادق هدایت معتقد بود به فرض بخواهیم کلمه‌های تنوین‌دار را به کار بریم، برای اینکه به آنها رنگ فارسی ببخشیم باید آنها را همچنان که تلفظ می‌شوند بنویسیم تا این همه گرفتاری‌های املایی از میان برود.»[۵]
- بعضی از کارشناسان زبان فارسی اعتقاد دارند نباید از تنوین در زبان فارسی استفاده کرد چون دخالت نحوی در زبان است. به جای آن باید از ساخت فارسی عبارات بهره برد. برای مثال نباید گفت «مثلاً» و بهتر است از همان «برای مثال» استفاده کرد. داریوش آشوری در این باره می‌نویسد: «راهِ حلِ درستِ مسئله نه تغییرِ شکلِ نگارشیِ این تکواژِ وابسته‌یِ (bound morpheme) قیدساز از [-اً] عربی به [-ن]-ِ فارسی، بلکه بازگشت به ساختارِ درست و سالمِ ساختمانِ قید در زبانِ فارسی ست.»[۶]